# سيمون جونسون (لاعب كرة قدم)
سيمون جونسون (بالإنجليزية: Simon Johnson)‏ (9 مارس 1983 بويست بروميتش في المملكة المتحدة - ) هو لاعب كرة قدم بريطاني في مركز الوسط. شارك مع منتخب إنجلترا تحت 20 سنة لكرة القدم. أما مع النوادي، فقد لعب مع ليدز يونايتد ونادي بارنسلي ونادي بلاكبول ونادي بوري ونادي دونكاستر روفرز ونادي سندرلاند ونادي هيبرنيانز وهال سيتي وHinckley A.F.C. ‏ وHalesowen Town F.C. ‏ ونادي هيرفورد وهنكلي يونايتد ‏ وSolihull Moors F.C. ‏ ونادي جيزيلي ‏ ودارلينجتون إف سى.

## وصلات خارجية
- سيمون جونسون على موقع قاعدة بيانات كرة القدم.إي يو (الإنجليزية)
- سيمون جونسون على موقع عالم كرة القدم.نت (الإنجليزية)